# Bielorrusia en los Juegos Paralímpicos de Sídney 2000
Bielorrusia estuvo representada en los Juegos Paralímpicos de Sídney 2000 por un total de 23 deportistas, 16 hombres y siete mujeres.

## Medallistas
El equipo paralímpico bielorruso obtuvo las siguientes medallas:
| Nombre                                                             | Deporte           | Evento                                            |
| ------------------------------------------------------------------ | ----------------- | ------------------------------------------------- |
| Oro                                                                |                   |                                                   |
| Volha Shuliakouskaya                                               | Atletismo         | 200 m T12 femenino                                |
| Ruslan Sivitski                                                    | Atletismo         | Salto de altura F12 masculino                     |
| Iryna Fiadotava                                                    | Ciclismo en pista | Persecución individual tándem clase abierta mixto |
| Iryna Fiadotava                                                    | Ciclismo en ruta  | Ruta tándem clase abierta mixto                   |
| Raman Makarau                                                      | Natación          | 100 m mariposa S12 masculino                      |
| Plata                                                              |                   |                                                   |
| Tamara Sivakova                                                    | Atletismo         | Disco F13 femenino                                |
| Aksana Sivitskaya                                                  | Atletismo         | Salto de longitud F12 femenino                    |
| Iryna Leantsiuk                                                    | Atletismo         | Salto de longitud F46 femenino                    |
| Aliaksandr Tryputs                                                 | Atletismo         | Jabalina F12 masculino                            |
| Ruslan Sivitski                                                    | Atletismo         | Triple salto F12 masculino                        |
| Viktar Jilmonchik                                                  | Atletismo         | Peso F42 masculino                                |
| Raman Makarau                                                      | Natación          | 100 m espalda S12 masculino                       |
| Raman Makarau                                                      | Natación          | 200 m estilos SM12 masculino                      |
| Bronce                                                             |                   |                                                   |
| Iryna Leantsiuk                                                    | Atletismo         | 100 m T46 femenino                                |
| Volha Shuliakouskaya                                               | Atletismo         | Salto de longitud F12 femenino                    |
| Oleg Chepel                                                        | Atletismo         | 400 m T12 masculino                               |
| Oleg Chepel                                                        | Atletismo         | Salto de altura F12 masculino                     |
| Yuri Buchkou                                                       | Atletismo         | Disco F12 masculino                               |
| Yuri Buchkou                                                       | Atletismo         | Peso F12 masculino                                |
| Viktar Zhukouski                                                   | Atletismo         | Triple salto F11 masculino                        |
| Viktar Jilmonchik                                                  | Atletismo         | Disco F42 masculino                               |
| Viktar Zhukouski Vasili Shaptsiaboi Aliaksandr Batsian Oleg Chepel | Atletismo         | 4 × 400 m T13 masculino                           |
| Yuri Rudzenok                                                      | Natación          | 200 m estilos SM12 masculino                      |